# Мартон Фучович
Мартон Фучович (угор. Fucsovics Márton; 8 лютого 1992 Ньїредьхазі, Угорщина) — угорський тенісист; переможець одного турніру ATP в одиночному розряді; переможець одного юніорського турніру Великого шолома в парному розряді (Відкритий чемпіонат США-2009); переможець одного юніорського турніру Великого шолома в одиночному розряді (Вімблдон-2010); колишня перша ракетка світу в юніорському рейтингу.

## Загальна інформація
Мартон - один з двох синів Едіт і Йосефа Фучовичей; його брата звуть Адам.
Угорець в тенісі з п'яти років; найбільш зручне покриття - трава. У юніорські роки Фучовіч деякий час також серйозно грав в баскетбол.

## Спортивна кар'єра
У 2003 році Мартон виграв національний чемпіонат у своїй віковій категорії і Nike Junior Tour. Завдяки цьому він отримав можливість представити Угорщину на Світовому фіналі в Сан-Сіті, Південна Африка.
У 2009 році в парі з китайцем Се Ченпеном виграв парний розряд на юніорському US Open, де в фіналі були повалені Жюльєн Обрі і Адрієн Пюже з Франції - 7-6 (7-5), 5-7, [10-1]. Через рік Фучовіч тріумфально для себе завершив Вімблдонський турнір, перегравши у вирішальному матчі Бенджаміна Мітчелла з Австралії.
У 2013 році Фучовіч виграв два титули серії Challenger, в травні і листопаді.
У 2016 році він отримав кваліфікацію свого першого турніру Великого шолома в США, програвши Ніколасу Альмагро в трьох сетах в першому ж колі.
У 2017 році він досяг 99 місця в рейтингу ATP, вперше потрапивши в топ-100 і вивів збірну Угорщини в Світову групу Кубка Девіса.

### Сезон 2018 року
На Відкритому чемпіонаті Австралії в одиночному розряді Мартон досяг свого кращого результату на Великому шоломі - вийшов до четвертого кола змагань, де поступився другому сіяному Роджеру Федереру. По ходу турніру угорець обіграв Раду Албота з Молдавії, американця Сема Куеррі і аргентинця Ніколаса Кікером.
У травні виграв турнір в Женеві (Швейцарія), розібравшись з фіналі з німцем Петром Гоёвчіком в двох сетах.

### Сезон 2019 року
На Відкритому чемпіонаті Австралії дійшов до другого кола, де програв хорвату Борне Чоричу.
Після Australian Open Фучовіч приїхав на турнір в Софію (Болгарія), де дійшов до фіналу, але поступився росіянину Даниїлу Медведєву.
У Роттердамі (Нідерладни) дійшов до чвертьфіналу, в якому не зміг надати належного опору японцеві Кею Нисикори і вибув з турніру. На турнірі в Дубаї (ОАЕ) пройшов до чвертьфіналу, в якому йому дістався в суперники іменитий швейцарець Роджер Федерер. Варто віддати належне Фучовічу, який чинив опір обидва сети, але все-таки програв перший на тай брейку, а другий 6-4 і вибув з турніру.
На Відкритому чемпіонаті США програв в першому раунді грузину Ніколозу Басилашвілі в п'яти сетах.

### Сезон 2020 року
На Відкритому чемпіонаті Австралії Мартон дійшов до 1/8 фіналу, але програв швейцарцю Роджеру Федереру в чотирьох сетах.

## Рейтинг під кінець року
| Рік  | Одиночний рейтинг | Парний рейтинг |
| ---- | ----------------- | -------------- |
| 2018 | 36                | 241            |
| 2017 | 85                | 369            |
| 2016 | 158               | 611            |
| 2015 | 214               | 930            |
| 2014 | 161               | 842            |
| 2013 | 181               | 1085           |
| 2012 | 440               | 580            |
| 2011 | 577               | 1393           |
| 2010 | 1432              |                |
| 2008 | 1754              |                |

## Фінали турнірів ATP

### Одиночний розряд: 4 (2 титули, 2 поразки)
| Легенда                       |
| ----------------------------- |
| Турніри Великого шолома (0–0) |
| ATP Фінали (0–0)              |
| ATP Masters 1000 (0–0)        |
| ATP 500 (0–1)                 |
| ATP 250 (2–1)                 |

| Фінали за покриттям |
| ------------------- |
| Тверде (0–2)        |
| Ґрунт (2–0)         |
| Трава (0–0)         |

| Фінали за типом корту |
| --------------------- |
| Відкритий корт (2–0)  |
| Закритий корт (0–2)   |

| Результат | В-П | Дата     | Турнір                     | Категорія | Покриття   | Опонент         | Рахунок       |
| --------- | --- | -------- | -------------------------- | --------- | ---------- | --------------- | ------------- |
| Перемога  | 1–0 | Тра 2018 | Geneva Open, Швейцарія     | ATP 250   | Ґрунт      | Петер Гойовчик  | 6–2, 6–2      |
| Поразка   | 1–1 | Лют 2019 | Sofia Open, Болгарія       | ATP 250   | Тверде (i) | Данило Медведєв | 4–6, 3–6      |
| Поразка   | 1–2 | Бер 2021 | Rotterdam Open, Нідерланди | ATP 500   | Тверде (i) | Андрій Рубльов  | 6–7(4–7), 4–6 |
| Перемога  | 2–2 | Кві 2024 | Romanian Open, Румунія     | ATP 250   | Ґрунт      | Маріано Навоне  | 6–4, 7–5      |